# HLB값

계면활성제의 분류별로 나타낸 HLB값.

HLB값(Hydrophile-Lipophile Balance, 친수성-친유성 밸런스)이란 1949년과 1954년 윌리엄 그리핀이 처음 만든 값으로 계면활성제의 친수성 및 친유성 정도를 나타내는 척도이다. 보통 친수성 밸런스라고 부른다. 1957년 대이비스도 다른 방법을 통해 HLB 값을 구하는 법을 만들었다.

## 개요
계면활성제는 여러 가지 분야에 사용되고 있는데, 그것은 계면활성제가 각 사용분야에 알맞는 여러 가지 성질을 가지고 있기 때문이다. 이와 같은 성질의 차이는 계면활성제를 구성하고 있는 친수기와 친유기의 균형에서 비롯되는 것이다. 이와 같은 균형을 HLB(hydrophilic lipophilic balance)라고 한다. 비이온계 계면활성제를 예로 들면, 친수기 다가(多價) 알코올 부분과 친유기인 폴리옥시에틸렌 부분의 중량비로부터, 다음 식에 의해 HLB가 결정된다.
HLB＝〔E×P〕／5
- E：분자 중의 폴리옥시에틸렌의 중량(%)
- P：분자 중의 다가 알코올의 중량(%)

이 HLB의 수치에 의해 계면활성체의 수용성·발포성·소포성(消泡性)·세정성·유화성(乳化性)·습윤성·침투성 등 여러 가지의 성질이 변화하는 것이다.

## 그리핀의 계산법
1954년 개발된 비이온성 계면활성제에 대한 그리핀식 HLB 계산식은 다음과 같다.
{\displaystyle HLB=20*M_{h}/M}
여기서 {\displaystyle M_{h}}는 분자 친수성 부분의 분자 질량이며, M은 전체 분자의 질량이다. 이 식을 통해 계산하면 0부터 20 사이의 값이 나온다. HLB 값이 완전 0인 경우 완전한 친유성/소수성 분자이며, HLB 값이 20이면 완전한 친수성/소유성 분자임을 의미한다. HLB 값을 통해 계면활성제 분자의 특성을 어느 정도 추측할 수 있다.
- 10 이하 : 지용성(소수성)
- 10 이상 : 수용성(지질 불용성)
- 1~3 : 소포제[1]
- 3~6 : 유중 수적형 유화제
- 7~9 : 습윤 및 확산제[1]
- 13~16 : 세정제[1]
- 8~16 : 수중 유적형 유화제
- 16~18 : 가용화제 혹은 향수성 물질[1]

## 대이비스의 계산법
1957년 대이비스는 분자의 화학기의 갯수와 그 분포를 기반으로 계산하여 HLB 값을 구하는 법을 제안하였다. 대이비스 방법은 친수성 부분의 강함과 약함 정도를 계산할 수 있다는 장점이 있다. 이 방식은 다음과 같이 계산한다.
{\displaystyle HLB=7+\sum _{i\mathop {=} 1}^{m}H_{i}-n\times 0.475}
여기서 {\displaystyle m}는 분자 내 친수성기의 수, {\displaystyle H_{i}}는 {\displaystyle i}th번째 친수성기의 계수(표 참조), {\displaystyle n}는 분자 내 친유성기의 수이다.
여기서 분자별 친수성기 계수는 다음과 같다.
| 친수성기                 | H 계수 |
| ------------------------ | ------ |
| -SO4−Na+                 | 38.7   |
| -COO−K+                  | 21.1   |
| -COO−Na+                 | 19.1   |
| N (tertiary amine)       | 9.4    |
| 에스터 (sorbitan ring)   | 6.8    |
| 에스터 (free)            | 2.4    |
| -COOH                    | 2.1    |
| 히드록실 (free)          | 1.9    |
| -O-                      | 1.3    |
| 히드록실 (sorbitan ring) | 0.5    |

| 친유성기 | H 계수 |
| -------- | ------ |
| -CH-     | -0.475 |
| -CH2-    | -0.475 |
| CH3-     | -0.475 |
| =CH-     | -0.475 |